# Fritz Kreisler
Friedrich "Fritz" Kreisler (sinh năm 1875 tại Viên, mất năm 1962 tại New York) là nhà soạn nhạc, nhà sư phạm người Áo, một trong những nghệ sĩ đàn violin vĩ đại nhất mọi thời đại. Ông là nhà soạn nhạc sống trong thời chuyển giao giữa âm nhạc Lãng mạn và âm nhạc Hiện đại, được biết đến với giai điệu ngọt ngào và phân nhịp biểu cảm, ông đã tạo nên một phong cách riêng đặc trưng cho mình.

## Cuộc đời và sự nghiệp
Fritz Kreisler là học trò Hellmesberger về môn chơi violin và Delibes về môn sáng tác. Tiếp theo, năm 1887, Kreisler lưu diễn khắp châu Âu cho đến năm 1889. Trong những buổi lưu diễn như thế, ông thể hiện rõ tài năng chơi cây đàn này của mình. Tiếp theo nữa, ông lại ngừng biểu diễn để theo đuổi y học và phục vụ trong quân đội. Sau thời gian đi học ấy, ông trở lại với niềm yêu thích biểu diễn violin vốn có của mình và tiếp tục chứng tỏ tài năng sau một thời gian dài không biểu diễn. Nhờ thế, ông được người ta tôn vinh là một trong những tay chơi violin xuất sắc nhất thế giới. Khi đã 40 tuổi, ông định cư ở Mỹ, rồi sống ở đó đến năm 1925 thì chuyển sang sống ở Berlin, Đức. Ông sống ở đó đến năm 1933 thì phải chuyển đi vì ông nhận thấy rõ chủ nghĩa phát xít đang lên ở Đức. Nơi ở tiếp theo của ông là Paris, thủ đô tráng lệ của Pháp. Năm 1938, ông nhập quốc tịch Pháp. 1 năm sau, ông lại trở lại Mỹ và định cư ở đó cho đến cuối đời.

## Các tác phẩm và những điều đặc biệt
Fritz Kreisler đã viết vở operetta Hoa táo (1920); bản concerto cho violin và dàn nhạc giao hưởng, concerto cho violin, đàn organ và dàn nhạc dây; những tiểu phẩm cho violin và piano, có thể kể tới Caprice thành Viên, Trống nhỏ Trung Hoa, Nàng Rosmarin xinh đẹp; bản waltz Tình yêu say đắm; tập tiểu phẩm cho violin Những bản nhạc viết tay kinh điển. Ngoài ra ông còn biên tập những bản sonata cho violin của Beethoven, những tác phẩm của Corelli, Bach, Mozart, Schumann, Mendelssohn, Dvořák, Paganini.
Fritz Kreisler có một cách trêu đùa rất đặc biệt. Ông sáng tác các tác phẩm, nhưng lại lấy tên của F.E.Bach, L. Boccherini, J.Cartier, Pugnani,..., làm cho các nhà bình luận âm nhạc phải lẫn lộn, bối rối.